# La Regenta
La Regenta je prvi roman izpod peresa španskega pisatelja Leopolda Alasa, poznanega pod imenom Clarín (1852-1901), objavljen v dveh delih v letih 1884 in 1885. Nastajal je v obliki neodvisnih sestavkov, ki jih je avtor pošiljal uredniku v skladu s tem, kolikor je napisal, in ki so izhajali v podlistku. Dobršen del kritike je roman prepoznal za najpomenljivejše delo tako pisateljevega opusa kot španskega romana devetnajstega stoletja nasploh, kot drugega zapovrstjo z vidika celotne španske literature (takoj za Don Kihotom) in kot enega najvidnejših primerov španske smeri t. i. naprednega naturalizma in realizma.
Roman, ki se dogaja v Vetusti, španskem provincialnem mestu z izmišljenim imenom, a ki v resnici neopazno napeljuje na Oviedo, glavno mesto španske pokrajine Asturije, je bil lahko objavljen izključno le v Barceloni (založba Daniel Cortezo y Cía.), saj je tedaj povzročil velik škandal in to še posebej ravno v Oviedu. Tamkajšnji škof je napisal pastirsko pismo, nastrojeno proti avtorju, na katero se je Clarín tudi osebno odzval.

## Žanr
Tradicionalno se je roman uvrščalo med naturalistična dela, a se vendarle ne sklada v celoti s kanoni te literarne smeri. Še posebej če delo postavimo ob bok Zolajevim ali Maupassantovim romanom, opazimo, da nekateri ključni vidiki ortodoksnega naturalizma umanjkajo. Tu je treba poudariti predvsem dejstvo, da se avtor na primer ne drži dogme o popolni objektivnosti, kljub temu da teži k temu, da ostane neopazen v trenutkih, ko se pripovedovalec, morda iz nekega neizogibnega impulza, obrača neposredno k bralcu.

V svojem članku »Del naturalismo«, objavljenem v La Diana leta 1882, Clarín deloma zagovarja Zolajev opus, s tem da zavrača znanstvene temelje te književne smeri, se pravi pozitivizem, in raje kot to poveličuje emocionalno plat naturalizma. Spet v drugih se v svojem pogledu na naturalizem osredotoča na deterministično komponento:
»takšen determinizem obvezuje avtorja, da se odvrne od predstavljanja tipov in se posveti človeškim značajem, jih obda s tako stvarnim svetom kot so oni sami ter jih s tem izpostavi enakim vplivom kot v resničnem življenju in omogoči naraven razvoj dogajanja, kar je Taine imenoval »la logique du milieu« (neuraden prevod citata).
V La Regenti se determinizem odraža v neizbežnosti mesta, ki pritiska na književne osebe. Alasovo delo dejansko na zelo strog način aplicira naturalizem v pripovedništvo. Nekatere teoretične zadržke do naturalizma, o katerih je moč govoriti zaradi določene oblike duhovnosti, ki jo roman obravnava in hkrati kritizira, Clarín omenja že v svojih teoretičnih spisih. La Regenta je zavesten in pretehtan produkt teh razumevanj naturalizma, ki predpostavljajo razumsko analizo stvarnosti. Clarín je v resnici več naturalista kot si je sam mislil.

## Vsebina
V provincialnem mestu Vetusta živi Ana Ozores, mlada ženska iz finančno in deloma tudi socialno propadle plemiške družine, po sili okoliščin poročena z don Víctorjem Quintanarjem, predsednikom okrajnega sodišča (šp. regente), od koder nadimek la Regenta (gospa sodnikova). Precej mlajša od svojega moža, do katerega goji prej čustva prijateljstva in hvaležnosti kot pa partnersko ljubezen, svoje življenje prebija v samoti in naveličanosti. Gre za žensko, ki se umika iz javnega življenja in se raje zateka v lastno samoto, ki trpi zaradi spolne in deloma tudi materinske neizpolnjenosti in ki hrepeni po nečem nedoločenem in nepoznanem, kar bi se zmoglo povzpeti nad vsesplošno vladajočo povprečnost in preproščino mesta Vetuste.
Mesto Vetusta v romanu nastopa kot simbol nizkotnosti, nekultiviranosti in farizejstva, deloma se to podobo ustvarja že z zunanjim izgledom mesta (sivo ozračje, nenehen dež, ozke in umazane ulice). Ana Ozores je tip literarne osebe, ki trpi za tipičnimi znaki duhovne bolezni, ki jo poznamo pod imenom bovarizem. Hkrati pa je Ana utelešenje skupka vseh mogočih idealov, ki se zoperstavljajo Vetusti kot kolektivni literarni osebi in ki v hinavski in sovražno nastrojeni družbi tega mesta postopoma propadejo. V soočenju teh dveh sil Vetusta, ki je med drugim verodostojen odsev španskega provincialnega življenja (predvsem vladajočih družbenih krogov, ki tedaj vključujejo tako aristokrate kot meščane) v obdobju restavracije konca 19. stoletja, konča kot kruta in neusmiljena zmagovalka.
Brez dvoma gre za literarno mojstrovino, eno izmed najpomembnejših del španske književnosti. V njem najdemo potret španske družbe omenjenega časa v vsej svoji kompleksnosti značajev (po eni strani najbolj povprečnih, po drugi strani tudi tistih brezčasnih, vseskozi prisotnih v španski književnosti, kot je npr. donhuanski literarni lik), družbenih položajev ter političnih in svetovnonazorskih prepričanj. Clarín prav vse družbene sloje mesta podvrže ironični kritiki: dekadentno plemstvo, skorumpirano duhovščino, visoko meščanstvo in njen zbor hinavskih plemenitih gospa, nasprotujoče si politične struje, malomeščane - trgovce in obrtnike..., čemur skupni imenovalec je predvsem vsesplošna dvojna morala v mišljenju in delovanju. Vse to oblikuje zadušljivo in stiskajoče družbeno ozračje, ob katerega trčijo romantični nazori Ane Ozores. Njen občutljivi in sanjaški temperament začne iskati uteho in osvoboditev v misticizmu, tj. v poti proti vrlini in veri, ki jo ubere pod budnim očesom svojega spovednika, duhovnika Fermína de Pasa, v prepričanju, da mu lahko popolnoma zaupa in jo lahko njegova pomoč privede do moralno neoporečne rešitve iz zakonsko in družbeno nezadovoljive situacije. Sčasoma se pokaže, da je navezanost, ki jo don Fermín goji do Ane Ozores, vse prej kot nedolžna vez med duhovnikom in vernico, da se lahko, potem ko je enkrat že prerasla v ljubezen platoničnega tipa, kaj kmalu použije v telesnosti. 
Ana Ozores ima v Vetusti sloves neuklonljive trdnjave čistosti in ideala poročene ženske. Kljub svojim frustracijam ne opusti brezhibnega vedenja, ki je k takšnemu slovesu prispevalo, kar povzroči nemalo zavisti med someščani, predvsem damami iz visoke družbe in jih draži do te mere, da Ani privoščijo padec, celo konspirirajo, da bi uspeli dokazati Anino moralno brezmadežnost za zmotno. Tako Ano postopoma, premišljeno, nevsiljivo in s tiho podporo zaveznikov iz visoke družbe osvaja Álvaro Mesía, lokalni donhuan precej povprečnih adutov, katerih povprečnost skriva pod oblekami po prvi modi in s francosko obarvano govorico. Ano razkritje ljubosumja, ki ga v Fermínu kot v moškem iz mesa in krvi in ne kot v spovedniku in duhovnem vodniku, vzbudijo nameni don Álvara, popolnoma presune in odbije od njunega razmerja. V begu, gnusu, razočaranosti in občutkih prevaranosti pade v roke donhuanovskega Mesíje in z njim zaživi ljubezenski odnos, ki ga sprva dojema kot izpolnitev dolgotrajnih romantičnih hrepenenj, ne vedoč da profesionalni ljubimec v resnici le igra eno izmed številnih vlog, s katerimi zna ugajati ženski. Zavist in pokvarjenost služinčadi hočeta, da se Anino skrivno razmerje z Mesíjo razkrije, čemur sledi propad glavne junakinje in vseh njenih poskusov, da se povzdigne nad povprečnost Vetuste. V dvoboju, ki ga bijeta Ana in Vetusta, bo prva izšla kot poraženka in bo posledično obsojena na družbeno izključenost. Dejstvo, da sta vpliv in pritisk okolja ter družbe ključna za zgodbo romana, to delo približuje naturalističnim teorijam.
Razplet - zaključna katastrofa - se odvije kot dvoboj med prevaranim možem in ljubimcem, v katerem Álvaro smrtno rani Quintanarja in pobegne v Madrid. Ana je pahnjena v finančno in socialno mizerijo, kjer ji, kot je moč predvideti iz sklepnega poglavja, ne bo v uteho niti vera več, saj ne najde poti nazaj do iskrenega verskega čustva, kot je tudi nemogoče, da bi se obnovil odnos, ki ga je imela z don Fermínom. Dogajanje se po vseh zunanjih indicih sodeč (vreme, nenaklonjenost družbenega okolja ipd.) zavrti nazaj na začetno točko, s čimer je obsodba glavne junakinje, ki si je prizadevala za spremembo svoje usode, še bolj dokončna in neizprosna.

## Zgradba
La Regenta ima na začetku zelo nepravilno in zapleteno zgradbo. Razdeljena je na dva dela, ki pa ne ustrezata dvema enako dolgima časovnima enotama. Vsako poglavje deluje kot samostojna enota in se povezuje z drugimi v celoto, ki sčasoma ustvarijo občutek notranje koherentnosti. Takšna struktura je nastala kot sad nemirnega in hitrega pisanja, med katerim je avtor včasih pozabil celo ime kakšne izmed oseb, kot je sam priznal.
- Prvi del: statičen in opisen, prvih petnajst poglavij, ki se odvijejo v treh dneh, minevanja časa se skorajda ne zaznava. Pripovedovalec nam predstavi osebe, prednike in biografijo nekaterih izmed njih ter opiše Vetusto. Spominja na t. i. cuadro de costumbres (španska književna vrsta, sorodna slikam v slovenski kratki pripovedni prozi).

- Drugi del: dinamičen, zadnjih petnajst poglavij, ki zaobjamejo tri leta časovnega razpona. Tu se zares odvije zgodba romana.

## Osebe
V romanu nastopa več kot sto oseb. Ob njegovem izidu je bilo za prebivalce mesta Oviedo izredno zanimivo opažanje podobnosti med resničnimi prebivalci in liki, ki nastopajo v Clarínovem romanu, kar je v članku, objavljenem v El Imparcial (1895), na primeru potrdil tudi avtor sam: 
»V […] La Regenti, nastopa škof, Fortunato Camoirán […] je posnetek […] don Benita Sanza y Forésa, škofa iz mojega domačega kraja« (neuraden prevod citata).
Glavni osebi, Ana Ozores in don Fermín de Pas, sta izvirni Clarínovi stvaritvi. 
Zaradi številnosti literarnih oseb je nemogoče kritično analizirati vsako izmed njih, zato si poglejmo le glavne štiri, okoli katerih je zgrajena osrednja zgodba romana in ki so psihološko najbolj izdelane.

### Ana Ozores
Ana je naslovna junakinja pripovedi. V romanu predstavlja omahovanje med dvema različnima, nasprotnima si človeškima nagnjenjema. V tem liku pride do preobrazbe oz. spremembe v samih temeljih osebnosti, prehoda iz ene skrajnosti v drugo: iz začetnega položaja - misticizma, k njemu nasprotnemu - erotizmu. Prav erotizem, prisoten skozi celotno pripoved, le da na začetku v veliki meri še zavit v simboliko, je ena glavnih značilnosti romana in eden od razlogov, da je ob izidu konec 19. stoletja povzročil toliko polemik.
Karakterno je Ana oseba, ki nenehno živi v neke vrste čustveni zanesenosti (najsi bo verski, ljubezenski…) – njen značaj potrebuje in išče skrajne bivanjske položaje, v katerih najde omenjeno čustveno eksaltacijo – hkrati pa ponavljajoče se trpi za nevrotičnimi motnjami. Dogodki iz njene življenjske zgodbe (ko hrepeni po materi, ki je nikoli ni imela in poskuša zapolniti primanjkljaj materinske ljubezni, je žrtev hudobije in grdega ravnanja svoje domače vzgojiteljice, daljša obdobja preživi ločena od svojega očeta, je že kot otrok osamljena, deležna despotske vzgoje) ter značilnosti, ki jih Ana razvije kot odziv na vse svoje poznejše življenjske tegobe, so deterministični dejavniki, ki sooblikujejo omenjeni razburkani značaj glavne junakinje. Hkrati pa se Ana v zgodnji mladosti predaja branju Izpovedi sv. Avguština ter del sv. Janeza od Križa, brata Luisa de Leóna in Chateaubrianda ter drugih religioznih tekstov, ki vsi skupaj obogatijo njeno vizijo sveta in v njej vzbudijo celo lastna pisateljska nagnjenja, a njene sramežljive literarne poskuse kaj kmalu zatrejo togi konvencionalizmi okolja, v katerem živi, kjer je ženska književnica izključno le nekaj slabega, celo najslabšega. 
Ko je enkrat že poročena, živi ujeta v lastne toge nazore o čistosti (ki ji jih je v določeni meri narekovala družba) in v frustrirajočih občutkih neizpolnjenih spolnih ter reproduktivnih potreb (mož jo dojema kot hčer in ne kot ženo). Iz vseh teh razlogov se zateče v vero, kjer išče neke vrste duhovno očiščenje in kjer upa, da bodo njeni naravni nagoni sublimirali. Svoj položaj dojema kot nekaj veličastnega zaradi trpljenja, ki ga zanjo predstavlja zvestoba možu, ki jo dojema kot občudovanja vredno žrtvovanje, vendar pa med duševnimi stiskami, ki se je pogosto polastijo, tega bremena že ne zna več nositi.
Glede na to, da je bil izraz regenta kot poimenovanje za sodnikovo ženo že v času izida romana malodane iz rabe, kot opaža Yvan Lissorgues v svojem predgovoru k francoski izdaji, je po vsej verjetnosti Clarín s takim naslovom (poleg tega, da je razkril, kdo bo glavna junakinja romana) nakazal tudi, da je njegova ost kritike nastrojena predvsem proti zaostali, konzervativni in pobožnjakarski visoki družbi (plemstva in visokega meščanstva). S tem nadimkom gospa sodnikova deluje povzdignjena nad svoje okolje, že v sami zasnovi zamišljena kot čisto človeško bitje, ki se bori proti nizkotni Vetusti.

### Fermín de Pas
Kanonik, glavni pridigar stolnega kapitlja in upravitelj škofije Vetuste. Je najvplivnejši duhovnik v Vetusti (kot spovednik ima posest nad dušami Vetuste), izobražen, inteligenten, odličen govornik, nadut, pretkan in ambiciozen. Tudi njegova vloga v romanu je spremenljiva in nikakor ne enoznačna. Iz strogega spovednika se prelevi v razneženega zaljubljenca in iz dušnega brata Regente v malodane pravega in skrbnega (nadomestnega) moža, ki ga na koncu požre ljubosumje. Sprva se zdi, da ga bo ljubezen do Ane lahko osvobodila hlastajočih cerkvenih ambicij po položaju, vplivu in oblasti, v njem utišala požrešnost in tiranstvo, a ga ob Aninem postopnem predajanju v roke Álvaru Mesíji pograbi uničevalno ljubosumje, ki na koncu prispeva k propadu glavne junakinje (on sam sodeluje v izdajstvu). Fermín je moško utelešenje Aninih značilnosti, njena paralelna moška verzija, kar avtor nakazuje že z vzporednostjo njunih biografij. Tudi on, tako kot Ana, je v mladosti doživel kratko obdobje globoke religioznosti in misticizma, kmalu učinkovito zatrto s strani njegove matere, ki iz njega naredi skrajno stremuško in neusmiljeno preračunljivo osebo.

### Álvaro Mesía
Privlačen, svetovljanski moški, vetrnjak, zapeljivec, ki se poklicno ukvarja s politiko - je vodja liberalne stranke in predsednik casina (gl. spodaj) - v prostem času pa z ženskami. Ko si določi Ano Ozores za svojo naslednjo donhuansko trofejo, v njenih očeh sčasoma postaja grozeča skušnjava. Ana se trdno odloči, da nikoli ne bo podlegla Mesíjinemu zapeljevanju, ali vsaj ne dopustila, da bi se med njima zgodilo kaj več kot le platonična simpatija in spogledovanja. Mesía je tudi glavni vzrok Aninega dojemanje same sebe v smislu dualizma, njenega strogega ločevanja na dušo in telo, pri čemer telo neizpodbitno pripada možu, dušo pa si dovoli izročiti ljubimcema (Fermínu oz. Álvaru). 
Mesía je na nek način Vetusta - kolektivna literarna oseba – v tem primeru individualizirana v enem junaku. Mesía je duhovno, vrednostno, svetovnonazorsko nasprotni pol, protiutež Ane Ozores. Je dejavna Vetusta, aktivno gonilo, ki Ano pahne v ponižanje (predvsem moralno) in propad. Anina dotedanja realnost (čistost in zakonska zvestoba) se razkroji, njena razpetost med dvema poloma se izniči, duhovno in telesno, dobro in slabo, vse postane eno v končni izrojenosti (predaji telesnim užitkom - predaji ljubimcu). 

### Víctor Quintanar
Ana Ozores in Víctor Quintanar, upokojeni sodnik, živita v zakonski zvezi, ki je izključno le uradni dogovor. Živita pod isto streho, a spita v ločenih sobah.  
Clarín je iz Quintanarja pravzaprav naredil karikaturo (je najbolj karikirana oseba v romanu) v donkihotskem stilu. Don Víctor je prav tako poraženec v Vetusti, poražen v njeni prozaičnosti. Živi nekakšno vzporedno življenje, saj je domišljijsko (prek branja, a tudi v realnosti, ko branje aplicira na življenjske dogodke) ves čas v obdobju španskega zlatega veka(16. in 17. stoletje), za kar je krivo njegovo že kar bolezensko navdušenje nad dramskimi deli iz tega obdobja. Je nesposoben soočiti se z realnostjo svojega časa, kar se najbolj očitno potrdi ob razkritju ženinega prešuštva, ko reakcijo, ki bi jo od prevaranega moža pričakovali v skladu z načeli njegovega časa, popačijo v dramah naučeni viteški načini delovanja in odzivanja na svet. S tem don Víctor ne deluje nič manj zaprašena in nazadnjaška oseba kot Vetusta, ki ga obdaja. Don Víctor je hkrati Vetusta (duhovno reven) in ni Vetusta (idealist). Donkihotski so tudi: zanimanje za orožje (redno hodi na lov), smešna zunanja pojava (slog oblačenja) in starinsko obarvani besednjak ter vrsta situacij, v katerih deluje izrazito karikirano, smešno in nedolžno. 
Izključno le na koncu dobi Quintanarjev lik večje idejne in estetske razsežnosti. Ko jasno ugleda vso težo resničnosti, ki ga je na lepem postavila v vlogo rogonosca in še posebej, ko stopa v dvoboj z Mesío, ki ga je moral kot prevarani mož izzvati, gleda smrti v oči in si postavlja intimna splošnočloveška eksistencialna vprašanja.

## Teme

### Prešuštvo
Veliko je romanov 19. stoletja, ki se ukvarjajo s temo prešuštva. V času, ko je romantična občutljivost pogosto trčila ob izrazito ekonomsko in reproduktivno dojemanje zakonske zveze in ko so ženske, ki so bile deležne precej skope izobrazbe, preživljale čas z branjem feljtonskih romanov, so avtorji, kot so Tolstoj, Flaubert ali Eça de Queirós slikali prešuštvo kot socialno dramo, logično posledico trka romantičnih idealov, v kakršni se je vzgajalo deklice, z neprijazno resničnostjo, s suhoparnostjo vsakdana, ki je bil tako zelo drugačen od tega, kar je prikazovala sentimentalna književnost. Emma Bovary, ena najbolj znanih prešuštnic te vrste, je neke vrste ženski Don Kihot, oseba, ki je zasvojena z branjem romantičnih romanov o srečnih ljubeznih in prekipevajočih strasteh in ki so jo književne fantazije privedle do nekakšne ljubezenske norosti. Ne glede na podobnost lika Ane Ozores z Gospo Bovary in drugih vzporednic med enim in drugim delom bi prešuštvo težko smatrali za glavno temo La Regente. Sámo dejanje prešuštva se zgodi komajda v zadnjih dveh poglavjih, zaradi česar se nam prej kot kritika morale roman ponuja kot metafora posameznikovega upiranja zatiralskemu družbenemu kodeksu, kot razkol med poezijo srca in njemu nasprotno prozo človeških odnosov in naključja, kateremu so podvržene zunanje okoliščine.

### Žensko vprašanje
V Clarínovem opusu je moč najti tako zagovor izobrazbe žensk, zgrajen na temeljih krausizma (ideja, ki je močno prisotna tudi v La Regenti) kot tudi ekstremno mizoginijo (ki se odraža npr. v njegovem eseju Psicología del sexo ali v romanu Su único hijo). V romanu La Regenta je Ana Ozores več kot očitno naslikana z izredno veliko mero empatije, kot edino zares čisto in neoporečno človeško bitje, a ki je na koncu kljub vsemu kaznovano za svoja dejanja. Po drugi strani pa je feministična kritika, ki temelji na humanističnih in realističnih predpostavkah, opozorila na stereotipiziran karakter Ane Ozores. Schiftler na primer opisuje Ano Ozores kot tragični arhetip ženskega, Lisa Gerrard jo dojema kot žensko frustracijo v mačistični družbi.
Nekateri avtorji so mnenja, da je Ana Ozores, ki se duši v zahrbtni in nepristni družbi Vetuste, v resnici projekcija Clarína samega in njegovega razočaranja zaradi odnosa, ki ga imajo njegovi sodobniki do umetnosti in literature. Na ta način je delo prej kot feminističen zagovor metafora avtorjevih osebnih preokupacij.

### Vzgoja
Vzgoja je eden izmed dejavnikov determinizma, s katerimi naturalizem razlaga vedenje literarnih oseb in v La Regenti zagotovo eden izmed ključnih. V romanu se tema vzgoje in izobraževanja odraža kot konflikt med dvema, tisti čas nasprotujočima si vzgojnima usmeritvama. Na eni strani je tu krausistična pedagogika, ki se uresničuje preko Institución Libre de Enseñanza in se poskuša zoperstaviti prevladujoči klerikalni vzgoji in izobraževanju. Slednja sta pomenila zatrtje posameznikovih potencialov, še preden bi se ti sploh lahko razvili, dogmatično, avtoritarno in zaprto izobraževanje. Na drugi strani so krausisti zagovarjali liberalno, znanstveno, pluralistično in odprto izobraževanje, ki omogoča razvoj posameznikovih vrojenih potencialov.
V romanu imamo na eni strani prikaz vpliva vzgoje na značaj oseb, kar kaže na izrazite naturalistične poteze tega dela, po drugi strani pa ostro kritiko klerikalne vzgoje. V četrtem in petem poglavju, ko se Ana ob pripravi na spoved retrospektivno spominja otroštva, je očitno, da se jasno zaveda notranje razdelitve, ki jo občuti že od otroštva, tj. razdelitev na žensko, ki se odloča svobodno in vede naravno ter na žensko, ki se je naučila utišati svoje naravne nagone in se podrediti pravilom družbeno ustreznega in primernega. Ta razdeljenost na željo in stvarnost, na svobodno odločanje in podrejenost je hrbtenica Anine zgodbe.
Anina vzgoja se odvije v treh etapah: najprej je pod okriljem krute in nasilne domače vzgojiteljice donje Camile, nato skrb za njeno vzgojo prevzame njen lastni oče, zadnja etapa pa pritiče njenima dvema tetama. Donja Camila Ano vzgaja v nasprotju z naravnimi nagoni, ki jih zatira in v njej skorajda izniči vso spontanost in avtonomnost. Ko se njen oče, don Carlos, vrne iz politične emigracije, se osebno posveti vzgoji deklice. Kot svobodomislec želi izničiti učinke škodljive vzgoje, ki je je bila Ana deležna od svoje vzgojiteljice, mračnjaštvo nadomestiti z nevtralno vzgojo, ki bi dopustila, da se Anin značaj in sposobnosti svobodno razvijejo, nekakšna vsestranska in harmonična vzgoja, v kateri je moč zaznati odmeve krausizma. Prav v tem obdobju Ana prebere za svojo prihodnost ključna dela, na primer zgodbe iz starogrške mitologije in že zgoraj našteta religiozna in religiozno obarvana dela. Po očetovi smrti je Ana nekaj časa pod okriljem svojih dveh neporočenih in pobožnjakarskih tet in ponovno podvržena mračnjaštvu in zatiranju. Tu je Ana ravno v starosti, ko začne jasno izražati lastna nagnjenja in osebne želje, ki pa so vsi po vrsti nemudoma utišani.
Ko se Ana poroči z Vícotrjem Quintanarjem, je že popolnoma spremenjena oseba, ki se je odrekla vsem lastnim željam in nagnjenjem ter se oblikovala po meri vzorcev, ki so ji jih narekovale njeni teti skupaj z družbo mesta Vetuste.

### Vera
V La Regenti se srečamo z ljubezenskim trikotnikom, kjer je eden izmed rivalov duhovnik (pogost element v literaturi tega časa). Ta element ustvarja zanimivo vzporednico med prešuštvom in bogoskrunstvom. Hkrati se tu skriva velika tragičnost zgodbe: dva superiorna duha, dve sorodni duši, obsojeni na nezmožnost realizacije njune medsebojne ljubezni (Fermín zaradi zavezanosti celibatu, Ana zaradi zavezanosti zakonu).
Cerkev je zelo pomemben element v romanu in je odraz velikega vpliva, ki ga je imela tisti čas v španski družbi duhovščina. Po mnenju Biruté Ciplijauskaité se Clarín odloči za ljubezenski štirikotnik (dva rivala, mož ter žena), namesto trikotnika, ker tako v ospredje postavi soočenje civilne in cerkvene oblasti, ki se zrcali v dveh tekmecih (Mesíji in don Fermínu), pri čemer je tudi očitno, da gre bolj kot za osvojitev ženske za potegovanje za prevladujočo oblast nad mestom.
Clarín sam je v svojem življenju gojil iskreno religiozno čustvo. Že zaradi tega je malo verjetno, da bi bil roman izključno le neusmiljena kritika duhovščine in religioznosti. Roman izraža predvsem spopad med duhom in materijo, med dušo in telesom, med moralnimi imperativi in družbeno stvarnostjo. Niti Ana Ozores ni prešuštnica po svoji naravi, niti don Fermín de Pas ni moralno izprijen moški: oba sta žrtvi družbe, v kateri živita. V nepristni in hinavski družbi ni prostora za avtentična čustva, vsak posameznik je zavezan izključno le k temu, da ustvarja spodobno zunanjo podobo, kar je edini obraz, ki ga kaže svetu. Ni prostora za resnico. Ravno zaradi tega bodo Ano Ozores po razkritju njenega prešuštva prav vsi po vrsti zapustili. Nihče namreč v resnici ne oporeka prešuštvu samemu, a le dokler se na zunaj ohranjata diskretnost in spodobnost. Ni vrlina tisto, kar se ceni v Vetusti, temveč čim bolj spretno prikrivanje izprijenosti.

### Politika
La Regenta je tudi z obilo ironije začinjena kritika institucij in političnega sistema, ki so izšli iz obdobja španske restavracije v drugi polovici 19. stoletja. Restavracijski sistem, ki naj bi bil parlamentaren, zaznamuje vladavina t. i. lokalnih vodij, a v Vetusti sta vodja konservativne struje (markiz de Vegallana) in vodja liberalne (Álvaro Mesía), ki bi si sicer morala nasprotovati in braniti vsak svoja načela, velika tovariša in se odlično razumeta. Tako postane jasno, da je Vetusta (in s tem takratna Španija) dvojno skorumpirani sistem.
Prizorišče soočenj različnih političnih prepričanj in drugih mnenj, ki se tičejo javnega življenja, je v romanu t.i. casino, v takratni Španiji nekakšno kulturno društvo s čitalnico, igralnico ipd., kjer se odvija vsakodnevno družabno življenje moških (ki se v Vetusti velik del dneva predajajo brezdelju).

### Družina
Clarín je svoj roman La Regenta na nek način razvil tudi kot apologijo t. i. kulta družine. Materinstvo, ki je Ani odtegnjeno, in hkrati odsotnost materine figure v njenem otroštvu so lahko razumljeni kot počelo za njeno nesrečo: kjer torej ni družine, ni odrešitve. S tem se povezuje tudi Anino nenavadno nagnjenje, da z osebami, ki jim je na poseben način naklonjena, sama pri sebi ustvarja sorodstvene vezi (don Víctorja ljubi kot neke vrste očeta, Fermína kot brata, ju tako tudi imenuje…). Takšna ideologija se bo pozneje pri Clarínu razvila v spiritualistično mišljenje, podobno Tolstojevemu v romanu Vstajenje.

## Objava in recepcija
Preden je Clarín izdal svoje prvo književno delo, je bil v intelektualnih krogih poznan kot ugleden kritik izredne ostrine in pronicljivosti. Z objavo romana, ki ga je pisal malodane skrivaj, je presenetil svoje kolege in širšo javnost. Mnogi so dvomili, ali sploh premore zadosti pisateljske spretnosti za pisanje romanov, a je pomenljiva izjava španskega literarnega zgodovinarja Menéndeza Pelaya, v kateri pohvali Clarínovo pisavo, jo označi za v celoti zrelo, gibko in precizno, utišala morebitne pomisleke s strani drugih sodobnikov.
Prva objava La Regente je vzbudila veliko polemik, v Oviedu je na primer škof v pastirskem pismu ostro nastopil proti avtorju, Clarín se je branil s svojimi argumenti in tako sta si bila s škofom na koncu bot. Poleg spornosti zaradi izrazitega antiklerikalizma, ki je prisoten v romanu, je bilo delo deležno tudi obtožb plagiata zaradi podobnosti s Flaubertovim romanom Gospa Bovary. Objava romana je tako povzročila precej mešane odzive in kljub temu, da je bila prepoznana velika umetniška vrednost tega dela, je La Regenta kmalu začela toniti v pozabo, kar še posebej velja za obdobje Francove diktature, ko je bila prepovedana.

### La Regentav času Francove diktature
Clarínova prepričanja v njegovih delih so bila, tako kot velja še za mnoge druge liberalne avtorje 19. stoletja, v času diktature smatrana za nevarna in neprimerna, saj se niso skladala z načeli španskega katoliškega nacionalizma. La Regenta naj sicer ne bi neposredno napadala katoliške dogme, pač pa naj bi bila nedvomno nastrojena proti Cerkvi in njenim uslužbencem. Cenzorji so sicer menili, da je delo pravi biser literature, a zaradi vsesplošno prisotne avtorjeve antiklerikalne fobije niso dopustili objave. Leta 1962, ko se je tudi delovanje cenzure nekoliko zrahljalo, je La Regenta le dočakala ponovno objavo in to izključno le zaradi velike umetniške vrednosti dela ter zaradi dejstva, da se zavoljo njene zahtevnosti (gre za "elitno" literaturo) ni pričakovalo širokega kroga bralcev.

### V sodobnem času
K temu, da se je La Regento prepoznalo za delo, ki je po svoji veličini primerljivo s Cervantesovim Don Kihotom, sta poglavitno prispevala romanopisec Mario Vargas Llosa in kritik Gonzalo Sobejano. Prav tako se je v letih 1984 in 1985 v španskih ter ameriških (ZDA) akademskih krogih proslavilo stoletnico prve izdaje romana.
Še do nedavnega je bilo delo v mednarodnem prostoru praktično nepoznano, k čemur je nedvomno prispevalo dejstvo, da ni bilo brano niti v (Francovi) Španiji, kjer je bilo popolnoma izključeno iz literarnih kanonov. Prvi prevodi v druge jezike so se pričeli šele v šestdesetih in sedemdesetih letih prejšnjega stoletja (slovenskega še nismo dočakali).

## Ekranizacije
Po zgodbi romana so leta 1974 posneli filmsko adaptacijo, v režiji Gonzala Suáreza in z Emmo Penello v glavni vlogi. Naloga je bila sprva zaupana režiserju Luisu Buñuelu, a je takratna španska cenzura predstavljala preveliko oviro za realizacijo projekta.
Seveda je smiselnost ekranizacij v primeru romanov, kjer se večji del zgodbe odvije v zavesti junakov, ta pa se nam posreduje prek polpremega govora, zmeraj vprašljiva. Po mnenju filmskega kritika Miguela Maríasa ne gre le za to, da je Clarínov roman nemogoče preliti v film, tudi režiser (Gonzalo Suárez), ki je bil izbran, je bil eden najmanj ustreznih za tovrstno nalogo.
Kasnejša je televizijska serija iz leta 1995 v režiji Fernanda Méndeza Leite in z Aitano Sánchez-Gijón (Ana Ozores) ter Carmelom Gómezom (don Fermín de Pas) v glavnih vlogah, ki so jo predvajali na španski nacionalni televiziji (TVE) in se je v spomin zapisala kot ena najbolj gledanih serij tistega leta.